# Ефедра хвощова
Ефедра хвощова (Ephedra equisetina) — вид голонасінних рослин класу гнетоподібних.

## Опис
Багаторічний, густо гіллястий чагарник висотою до 1–1,5 м. Корінь товстий, довгий, розгалужений. Стебло поодиноке або їх кілька, товсте, від основи гіллясте, дерев'яніє, сіре; гілочки спрямовані вгору, прямі, стирчать, діаметром 1,5–2 мм, членисті, гладкі, зелені, тонко борознисті, з міжвузлями до 2 см.

## Поширення, екологія
У природі ареал виду охоплює Кавказ, заволзькі райони південного сходу європейської частини Росії, Західного Сибіру, гори Середньої Азії, Східний Тянь-Шань, Монголію і Китай.
Типово гірська рослина, звикла переважно до горно-степового, горно-лісового та субальпійського поясу. Виростає на кам'янистих ділянках, щебенистих осипи і в ущелинах скель на висоті 1000—1800 м над рівнем моря, де вкорінюється завдяки потужній кореневій системі. Утворює негусті, але великі зарості.
Вимоглива до світла.
Здатна розмножуватися вегетативно, поділом кущів.